# 端氏話
端氏话属晋语口语的一种，通行于山西省晋城市沁水县沁河流域，属晋语上党片晋城小片，由于沁水县城及城西的方言属中原官话汾河片，故在学术上以端氏方言点作为沁水县境内晋语的代表。